# 都本基
都 本基（と ほんき、1947年- ）は中国の當代の書家・画家・篆刻家である。字は秋實、号は飲墨齋主人。モンゴル系で出身地は大連、クビライの子孫にあたる。

## 経歴
1970年魯迅芸術学院卒業。
2008年、北京オリンピックで開会式の各国選手団のプラカードを揮毫。

### その他の仕事
- 『天下糧倉（中国語版）』 - 題字[3]
- 『壮志雄心（中国語版）』 - 題字[2]
- 『復讐の春秋 -臥薪嘗胆-』 - 題字[2]
- 『剪刀石頭布（中国語版）』 - 題字[2]
- 『女と銃と荒野の麺屋』 - 題字[3]
- 『サンザシの樹の下で』 - 題字[3]